# Chiesa di Sant'Agnese (Milano)
La chiesa di Sant'Agnese era una chiesa di Milano. Situata nell'attuale via Sant'Agnese, fu demolita nel 1798.

## Storia
Le prime tracce di insediamento religioso nell'area ove poi vedrà la luce la chiesa sono da far risalire al 1295, quando abbiamo nota di una struttura conventuale gestita dalle monache Umiliate detta "domus de Archagnago" o "domus Sancti Petri de Archagnago".
La gestione della struttura passò dal 1454 alle monache Agostiniane provenienti dal convento di Santa Maria di Vedano e da quello di Sant'Agostino in Porta Nuova, le quali si preoccuparono in un primo tempo di riformare i costumi religiosi locali. Dopo qualche anno, nel 1459, su istanza della duchessa Bianca Maria Visconti, l'ordine agostiniano femminile ottenne la protezione ducale e nuovo impulso venne dato a questa comunità con l'aggiunta di altre monache agostiniane provenienti dal monastero di san Pietro martire. Fu sempre la duchessa nel 1467 a finanziare la costruzione di un nuovo complesso conventuale e di una nuova chiesa in quanto la precedente era ormai inadatta ad accogliere la nuova popolazione religiosa cresciuta nell'area.
La ricchezza del convento venne garantita anche nei secoli successivi a tal punto che nel 1588 la chiesa venne completamente rifatta su progetto del celebre architetto Martino Bassi il quale non riuscì a completare il progetto in vita. I suoi successori terminarono l'opera e la chiesa venne ufficialmente consacrata il 28 luglio 1641.
La chiesa rimase attiva sino al 1798 quando le disposizioni napoleoniche soppressero dapprima il convento e la chiesa per poi demolirli.
Mentre della chiesa non rimane oggi nessuna traccia, del convento è sopravvissuta una porzione di 130 m² che conserva intatta la struttura originale in mattoni e volte. Questo luogo è attualmente adibito, nella sua porzione principale ad abitazione privata mentre la parte più piccola ospita la Galleria D'Ars, storica galleria d'arte milanese.